# ازدواج همجنس در ایسلند
ازدواج همجنس (ایسلندی: Hjónaband samkynhneigðra)در ایسلند از ۲۷ ژوئن ۲۰۱۰ قانونی شده‌است. قانون آن که به صورت قوانین مربوط به ازدواج اما به شکل جنسیت-خنثی بود در ۱۱ ژوئن ۲۰۱۰ در مجلس ایسلند تصویب شد.این قانون هیچ مخالفی در مجلس نداشت و نظرسنجی نشان می‌داد که این قانون بین مردم محبوب است. ایسلند نهمین کشوری بود که ازدواج همجنس را قانونی کرد.
ایسلند به یک مقصد محبوب ازدواج برای زوج‌های همجنس تبدیل شده‌است و توسط «لونلی پلانت» در سال ۲۰۱۴ در «۱۰ مقصد عروسی همجنس ها» قرار گرفت.